# 後埃格科格爾山

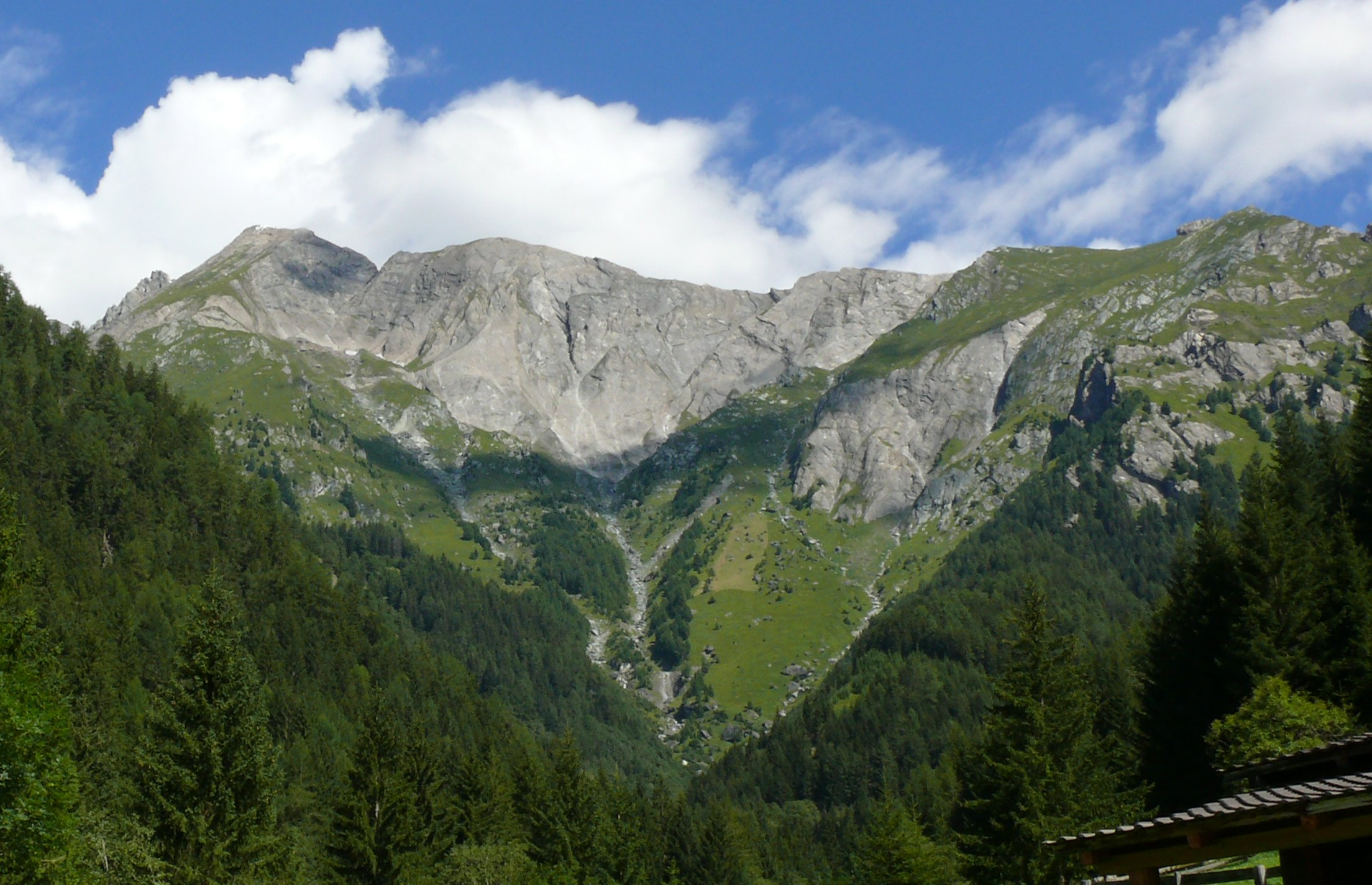

47°01′46″N 12°29′41″E / 47.029337°N 12.494743°E
後埃格科格爾山（德語：Hintereggkogel），是奧地利的山峰，位於該國西部，由蒂羅爾州負責管轄，屬於維內迪傑山脈的一部分，海拔高度2,638米，每年平均降雨量2,138毫米。